# Black Sabbath (Album)
Black Sabbath ist das Debütalbum der britischen Heavy-Metal-Band Black Sabbath. Es wurde am Freitag, dem 13. Februar 1970 im Vereinigten Königreich veröffentlicht.

## Entstehungsgeschichte
Das Album wurde in 12 Stunden am 17. November 1969 aufgenommen. Auf dem ursprünglichen Schallplattencover wurde der Name von Ozzy Osbourne fälschlicherweise „Ossie“ geschrieben.

## Cover

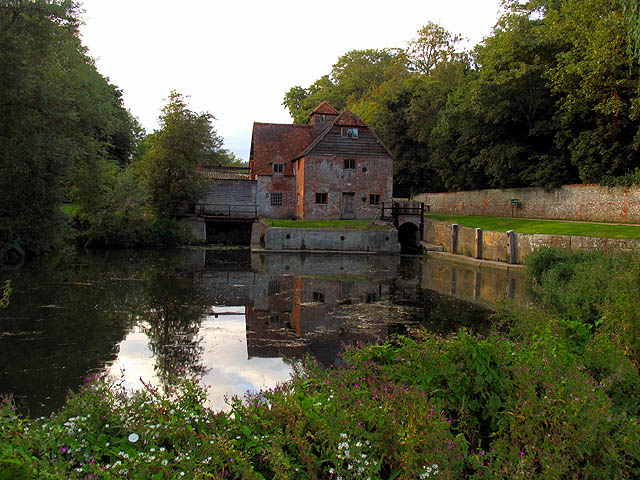
Die Mapledurham Watermill aus einer ähnlichen Perspektive wie auf dem Plattencover

Das Cover ist eine Fotografie der Mapledurham Watermill in dem Dorf Mapledurham, das in der Grafschaft Oxfordshire liegt. Davor ist eine Frau zu sehen, die komplett in schwarz gekleidet ist und im Gestrüpp steht. Laut Tony Iommi tauchte diese Frau eines Tages bei einem Black-Sabbath-Konzert auf, um sich der Band vorzustellen; es handelt es sich um Louisa Livingstone, eine Musikerin und Modell.
Innerhalb des Klappcovers der LP ist neben dem Bandlogo als Schriftzug ein umgedrehtes lateinisches Kreuz zu sehen, das von der Plattenfirma ohne Wissen der Band eingefügt wurde. Die Band selbst nahm dies jedoch positiv auf:

„Dennoch waren wir von dem Artwork des ersten Albums total begeistert. Es haben damals kaum Bands ein Klappcover bekommen, und auch das Intro mit der Glocke war der Hammer (es wurde ebenfalls von der Plattenfirma hinzugefügt – jj). Plötzlich bekamen wir ständig Einladungen zu schwarzen Messen. Ich wusste gar nicht, was das sollte.“

Die vollständige Beschriftung des Albums mit den Songtiteln und Beteiligten ist innerhalb dieser Kreuzes angelegt.

## Bedeutung
Viele Kritiker bezeichnen dieses Album vor allem aufgrund des Titeltracks als den definitiven Anfang des Heavy Metal. Auf dieser ersten Platte ist der Einfluss von Led Zeppelin in Form von Blues-Rhythmen noch hörbar.
2003 erreichte Black Sabbath den 241. Platz in der Auswahl der 500 besten Alben aller Zeiten der Zeitschrift Rolling Stone. Marco Götz vom Metal Hammer schrieb am 13. Februar 2013, auch 43 Jahre nach dem Erscheinen „haben die düsteren Riffs von Riff-Gott Tony Iommi nichts von ihrer magischen Anziehungskraft verloren“.

## Inhalt
Die Original-LP der europäischen Ausgabe enthielt sieben Stücke. Den Titel Wicked World gab es ursprünglich nur als Single, später wurde er den CD-Versionen hinzugefügt. Der Titel Evil Woman hieß auf der ersten europäischen Ausgabe des Albums Evil Woman, Don't Play Your Games With Me, der Titel wurde später verkürzt.
Die US-amerikanischen und kanadischen Originalversionen des Albums enthielten statt des Lieds Evil Woman den Titel Wicked World, aufgrund von Herausgaberechten. Zudem wurden Lieder und Intros zusammengelegt. So enthielt die Seite 1 den Titel Wasp / Behind the Wall of Sleep / Bassically / N.I.B., wobei das Intro zu Behind the Wall of Sleep als Wasp und das Intro von N.I.B. als Bassically benannt wurde. Auf Seite 2 befand sich A Bit of Finger / Sleeping Village / Warning, bei dem das Outro (fälschlicherweise als Intro angegeben) des Liedes Sleeping Village als A Bit of Finger benannt wurde.

### Titelliste
Die folgende Titelliste entspricht der neu gemasterte Wiederveröffentlichung des Albums, auf dem alle acht Titel enthalten sind:
Seite 1:
1. Black Sabbath (Tony Iommi, Bill Ward, Geezer Butler, Ozzy Osbourne) – 6:21
2. The Wizard (Iommi, Ward, Butler, Osbourne) – 4:23
3. Behind the Wall of Sleep (Iommi, Ward, Butler, Osbourne) – 3:37
4. N.I.B. (Iommi, Ward, Butler, Osbourne) – 6:16

Seite 2:
1. Evil Woman (Wiegand, Wiegand, Wagner) – 3:22
2. Sleeping Village (Iommi, Ward, Butler, Osbourne) – 3:48
3. Warning (Aynsley Dunbar, Moreshed, Dmochowski, Hickling) – 10:34
4. Wicked World (Iommi, Ward, Butler, Osbourne) – 4:43

### Enthaltene Songs und Texte
Black Sabbath
Als Namensgeber für sowohl Band- als auch Liednamen diente der Film Die drei Gesichter der Furcht mit Boris Karloff. Der Filmtitel lautete in einigen Ländern Black Sabbath. Obwohl das Lied oft als Beleg für einen okkulten Hintergrund der Gruppe herangezogen wird, handelt es sich doch eher um eine Warnung vor dem Okkulten, entsprechend den Erfahrungen des katholisch erzogenen Bassisten Geezer Butler im Zuge seiner Beschäftigung mit Magie und Satanismus, bis ihm infolgedessen „schreckliche Dinge“ passierten.
The Wizard
The Wizard handelt von einem Zauberer, der seine Magie einsetzt, um Menschen, denen er begegnet, zu ermutigen. In einem Interview mit Metal Sludge aus dem Jahr 2005 sagte Black Sabbath-Bassist und Texter Geezer Butler, dass der Liedtext vom Zauberer Gandalf aus Der Herr der Ringe beeinflusst worden sei.
Behind the Wall of Sleep
Behind the Wall of Sleep ist von H. P. Lovecrafts Kurzgeschichte Beyond the Wall of Sleep inspiriert. Der Songtext beschreibt das Leben und den Ausbruch eines dämonischen Wesens aus dem toten Körper eines Psychiatriepatienten:

„Now from darkness, there springs light

Wall of sleep is cool and bright

Wall of sleep is lying broken

Sun shines in, you have awoken“

N.I.B.
N.I.B. ist aus Luzifers Perspektive geschrieben. Viele Kritiker deuteten dieses Lied als Beweis für einen satanistischen Hintergrund der Band. Es wurde oft behauptet, dass N.I.B. für „Nativity in Black“ stehe. Mehrere Tributalben tragen auch diesen Namen. In Wirklichkeit bezieht sich der Titel auf den Spitznamen von Schlagzeuger Bill Ward bzw. dessen Bart, der wie eine Feder aussah. Der Vorschlag, das Lied N.I.B. zu nennen, war ursprünglich ein Witz eines Bandmitglieds.
Evil Woman
Evil Woman ist eine Coverversion der Band Crow. Das Original wurde ein Jahr früher veröffentlicht. Der Song handelt von einer Frau, die den Protagonisten mit ihren Manipulationen und Lügen verletzt. Im Text wird sie als „böse Frau“ dargestellt, die mit ihren Spielen und ihrer Unehrlichkeit Leid und Enttäuschung verursacht und er warnt vor den negativen Folgen ihres Umgangs mit anderen Menschen
Sleeping Village
Der Song handelt von einer Katastrophe, die über ein noch ahnungsloses, „schlafendes“, Dorf hereinbrechen wird. Das Lied beginnt mit einer atmosphärischen Passage, die von Gitarrenakkorden und einer Maultrommel begleitet wird, die von dem von Produzenten Rodger Bain gespielt wurde.
Warning
Warning stammt im Original von Aynsley Dunbar Retaliation und wurde 1967 zum ersten Mal veröffentlicht. Das Lied beschreibt einen Mann, der immer wieder davor gewarnt wird, sich auf eine bestimmte Frau einzulassen, sich jedoch trotzdem mit ihr einlässt und verletzt wird.
Wicked World
Im Lied Wicked World wird die dunkle und ungerechte Seite der modernen Gesellschaft beschrieben. Dabei geht es um Kriege, Armut, soziale Ungerechtigkeit und den Einfluss von Geld auf die Menschheit. Der Song kritisiert die Gesellschaft dafür, dass sie sich von Mitgefühl und Moral entfernt und sich stattdessen von Gewalt, Habgier und Macht bestimmen lässt.